# منطقه زیستی
منطقه زیستی یا زیست‌سار (bioregion) عبارت است از یک ناحیهٔ بوم شناسی و جغرافیایی که از قلمرو زیست‌جغرافیایی کوچکتر اما از ناحیه بوم‌شناختی یا یک اکوسیستم بزرگتر است.

## منطقه‌های زیستی تعریف شده از سوی صندوق جهانی طبیعت
- قلمرو آفریقای گرمسیری
- قلمرو جنوبگانی
- اکوزون استرالیا[نیازمند منبع]
  - استرالیا
  - کالدونیای جدید
  - گینه نو و جزایر ملانزی شرقی
  - نیوزیلند
  - والاسئا
- اکوزون ایندومالیا[نیازمند منبع]
  - شبه‌قاره هند
  - هندوچین
  - Sunda Shelf و فیلیپین
- قلمرو نوشمالگانی[نیازمند منبع]
  - سپر کانادا
  - شرق آمریکای شمالی
  - شمال مکزیک و شمال غرب آمریکای شمالی
  - غرب آمریکای شمالی
- قلمرو نوگرمسیری[۲]
  - جنگل‌های آمازون
  - کارائیب
  - آمریکای مرکزی
  - آند (رشته‌کوه)
  - آمریکای جنوبی
  - اورگلیدز
  - آند (رشته‌کوه)
  - رود اورینوکو
  - مخروط جنوبی
- Oceania ecozone[نیازمند منبع]
  - میکرونزی
  - پلی‌نزی
- Palearctic ecozone[نیازمند منبع]
  - آسیا
    - آسیای شرقی، شمال هیمالیا، شمالگان
      - هیمالیا
      - استپ فلات تبت
      - Yunnan–Guizhou Plateau
      - شمال شرق آسیا
      - خاور دور روسیه

    - آسیای مرکزی - فلات ایران
      - کشور زیستی معتدل آسیا
      - Mongolian Plateau
      - استپ‌های اوراسیایی
      - روسیهٔ آسیایی (مرکزی)
        - ناحیهٔ آسیایی سیبری

    - آسیای غربی
      - بیابان عربستان
      - خاور نزدیک مدیترانه‌ای تقریباً معادل شام
      - آناتولی
      - قفقاز جنوبی

  - آفریقای شمالی
    - Atlantic coastal desert
    - صحرای بزرگ آفریقا
    - مغرب عربی مدیترانه‌ای
    - کوه‌های اطلس

  - اروپا (کشورهای زیستی شمال، میانه، شرقی، جنوب غربی و جنوب شرقی اروپا) - مدیترانه تا قطب شمال.
    - حوضهٔ اروپایی مدیترانه
    - شبه‌جزیره ایبری
    - قفقاز شمالی
    - آلپ
    - کوه‌های کارپات
    - اسکاندیناوی
    - بخش اروپایی روسیه
    - ناحیهٔ یورو-سیبری

  - ماکارونزی